# بن فالکون
بن فالکون (انگلیسی: Ben Falcone؛ زادهٔ ۲۵ اوت ۱۹۷۳) هنرپیشه، کمدین، فیلم‌نامه‌نویس، تهیه‌کننده، و کارگردان اهل ایالات متحده آمریکا است. وی از سال ۲۰۰۱ میلادی تاکنون مشغول فعالیت بوده‌است. بن فالکون با ملیسا مک‌کارتی ازدواج کرده و اکنون آن‌ها صاحب دو بچه هستند
از فیلم‌هایی که وی در آن نقش داشته‌است می‌توان به وقتی حامله هستی باید منتظر چه چیزی باشی، بحث کافیه کلمات بد و تمی اشاره کرد.

## فیلم‌شناسی
- گارفیلد۲ (۲۰۰۶)
- کودکان بدون همراه (۲۰۰۶)
- صورت خندان (۲۰۰۷)
- کیک خاموش! (۲۰۰۷)
- اعترافات یک ستاره اکشن (۲۰۰۸)
- مردم زیبا و زشت (۲۰۰۸)
- ساقدوش‌ها (۲۰۱۲)
- بحث کافیه (۲۰۱۲)
- وقتی حامله هستی باید منتظر چه چیزی باشی (۲۰۱۲)
- مخمصه (۲۰۱۳)
- دزد هویت (۲۰۱۳)
- کلمات بد (۲۰۱۳)
- تمی (۲۰۱۴)
- جاسوس (۲۰۱۵)
- مهمانی کریسمس اداره (۲۰۱۶)
- رئیس (۲۰۱۶)
- چیپس (۲۰۱۷)
- هرگز می‌توانی مرا ببخشی؟ (۲۰۱۸)
- پایه مهمانی (۲۰۱۸)
- قتل در ساعات خوش (۲۰۱۸)
- سوپر هوش (۲۰۱۹)
- مارجی کلاوس (۲۰۱۹)